# Crónica del rey pasmado
Crónica del rey pasmado es una novela de Gonzalo Torrente Ballester publicada en 1989 por Editorial Planeta.
La novela narra la crónica de unos cuantos días en la vida de la corte de un rey español del siglo XVII, supuestamente Felipe IV. Al rey, después de pasar una noche con la mejor cortesana de la corte, le surge un deseo que removerá los cimientos del Estado y de la jerarquía política y eclesiástica como si de un terremoto se tratara: ver a su reina desnuda. 
La novela destila el humor más habitual de la literatura de Gonzalo Torrente Ballester, quien pergeña una perfecta parodia de la alta sociedad española del momento, de sus preocupaciones y sus miedos, de sus tópicos y sus costumbres. Entre sus méritos, destaca la elaboración de los personajes: el rey, el conde de la Peña Andrada, Marfisa, Lucrecia, el Conde-duque de Olivares, el padre Almeida o el padre Villaescusa. 
Crónica del rey pasmado fue objeto de una adaptación cinematográfica dirigida por Imanol Uribe en 1991.